# Lit-et-Mixe
Lit-et-Mixe ist eine französische Gemeinde am Golf von Biskaya; sie gehört zum Kanton Côte d’Argent im Département Landes in der Region Nouvelle-Aquitaine. Die Gemeinde besteht aus den landeinwärts liegenden Ortschaften Lit und Mixe, die sich 1825 zusammenschlossen, sowie einer kleinen Ansiedlung unmittelbar hinter Düne und Sandstrand, genannt Cap de l'Homy, die über eine etwa sieben Kilometer lange Stichstraße an den Rest der Gemeinde angebunden ist.

## Ortsname
Der Ortsname Lit stammt vermutlich von lat. litus (dt.: Ufer, Gestade), Mixe von mosconum (dt.: Flecken). Heute schmückt sich die Gemeinde mit der Bezeichnung La grande dame du Marensin; als Marensin wird der südliche Teil der Landes de Gascogne bezeichnet, in dem der Ort liegt.

## Lage
Lit-et-Mixe liegt an der küstenparallelen Route Départementale D 652 zwischen Mimizan und Léon, die jeweils rund 20 km vom Hauptort der Gemeinde entfernt sind; dies ist ein Teil des Jakobsweges. Ebenfalls in 20 km Entfernung, östlich von Lit-et-Mixe, verläuft die autobahnähnlich ausgebaute Route Nationale 10 zwischen Bordeaux und Bayonne.
Die benachbarten Gemeinden sind Saint-Julien-en-Born im Norden, Uza und Lévignacq im Osten sowie Linxe bzw. Vielle-Saint-Girons im Süden.

## Bevölkerungsentwicklung
Anfang des 20. Jahrhunderts lebten in Lit-et-Mixe etwa 1800, 1962 nur noch ca. 1260 Menschen. Die Einwohnerzahl hat sich seither nur geringfügig erhöht – von 1322 (1982) auf aktuell 1704 Einwohner (Stand 1. Januar 2022) –, was neben der frankreichtypischen „Entvölkerung“ ländlicher Räume auch einer eher restriktiven Baugenehmigungspraxis der Kommune geschuldet ist.
| Jahr                       | 1962 | 1968 | 1975 | 1982 | 1990 | 1999 | 2010 | 2017 |
| Einwohner                  | 1446 | 1353 | 1273 | 1322 | 1408 | 1441 | 1520 | 1606 |
| Quellen: Cassini und INSEE |      |      |      |      |      |      |      |      |

## Wirtschaft

### Land- und Forstwirtschaft

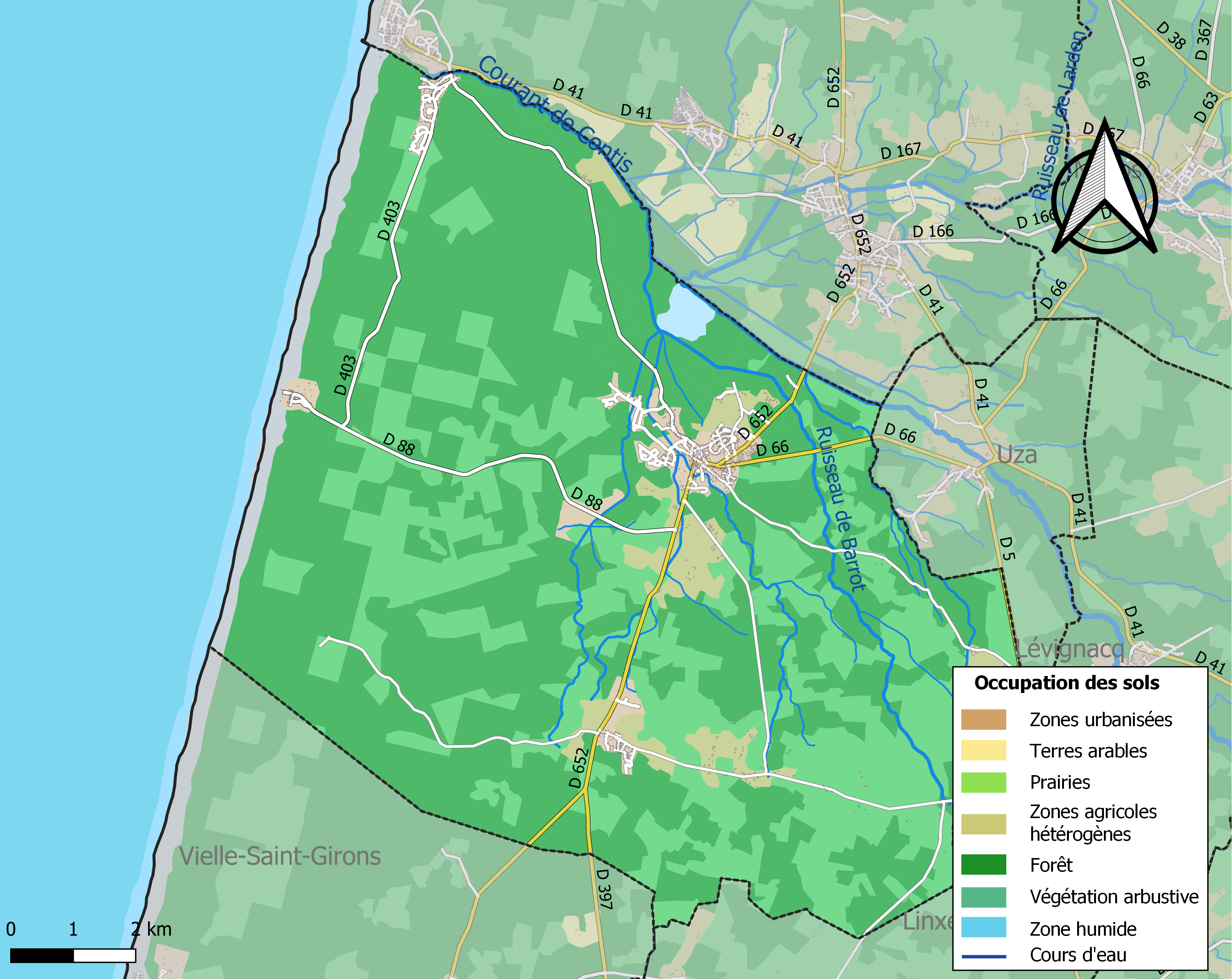
Flächennutzung der Gemeinde

Mehr als drei Viertel des Gemeindegebiets, rund 9000 ha, sind von Wäldern (hauptsächlich Kiefern) bedeckt, in die auch größere Heideinseln eingelagert sind; sie sind Teil des Forêt des Landes. Forstwirtschaft und Holzverarbeitung spielen deshalb eine wichtige Rolle; die Region gehört zu den wichtigsten französischen Lieferanten von Baumharz. Vereinzelt wird noch Landwirtschaft betrieben (auf etwa 10 % der Gemeindefläche); in Mixe gibt es zudem einen größeren Geflügelzuchtbetrieb, der sich auf Herstellung und Detailverkauf von Stopfleber (Foie gras), Enteneingemachtem (Confit de canard) und Leberpasteten (Paté d'oie) spezialisiert hat.
Diese traditionellen wirtschaftlichen Haupttätigkeiten finden auch im Wappen der Gemeinde (siehe Abbildung rechts) ihren Ausdruck. Darin gruppieren sich um den Namenszug Lit-et-Mixe ein Eichhörnchen mit einem Kiefernzapfen, ein Schäfer auf Stelzen in der historischen Berufstracht der Region und ein Ruderboot mit Küstenfischern.

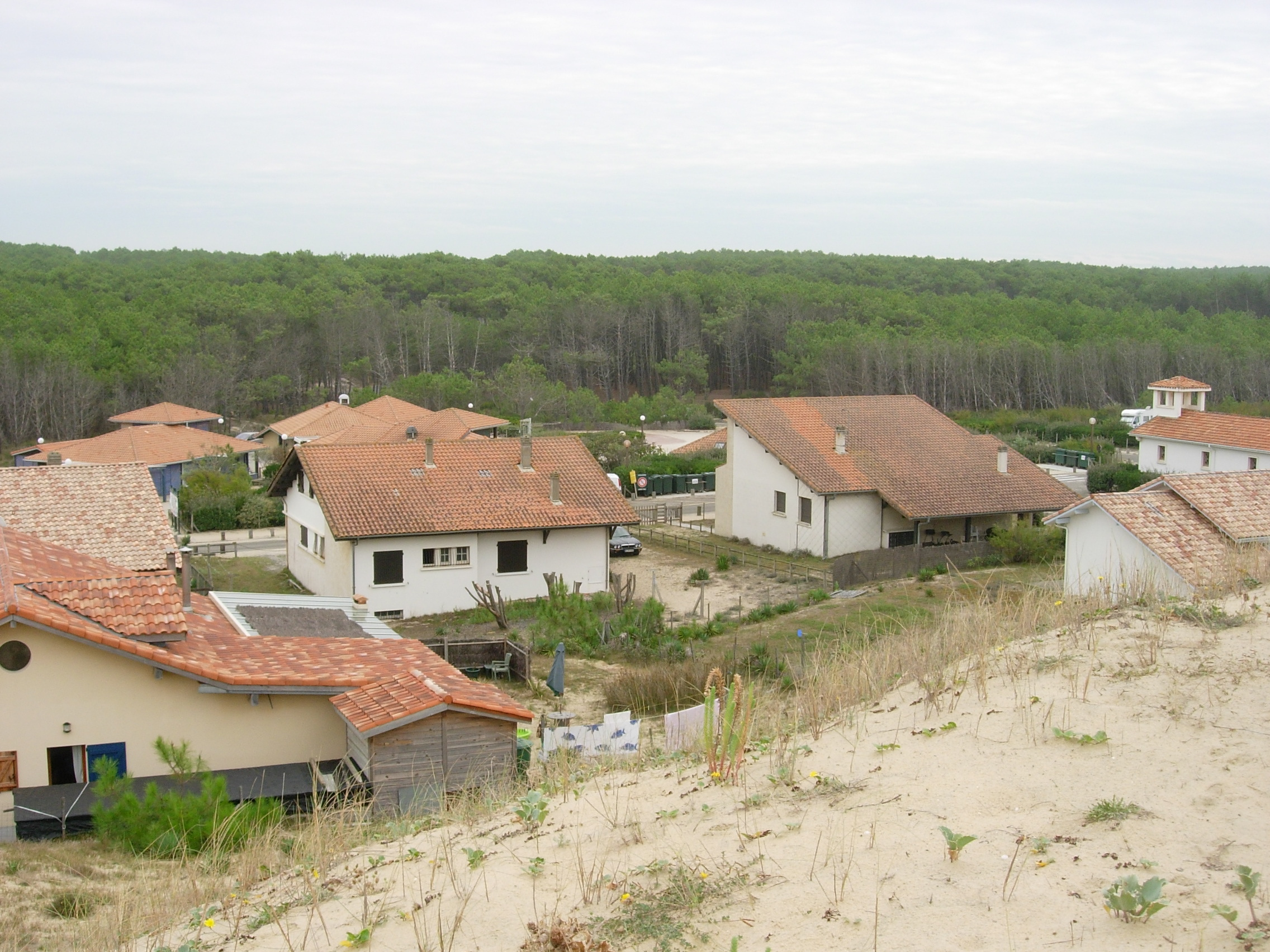
Cap de l’Homy zwischen Düne und Wald

### Tourismus

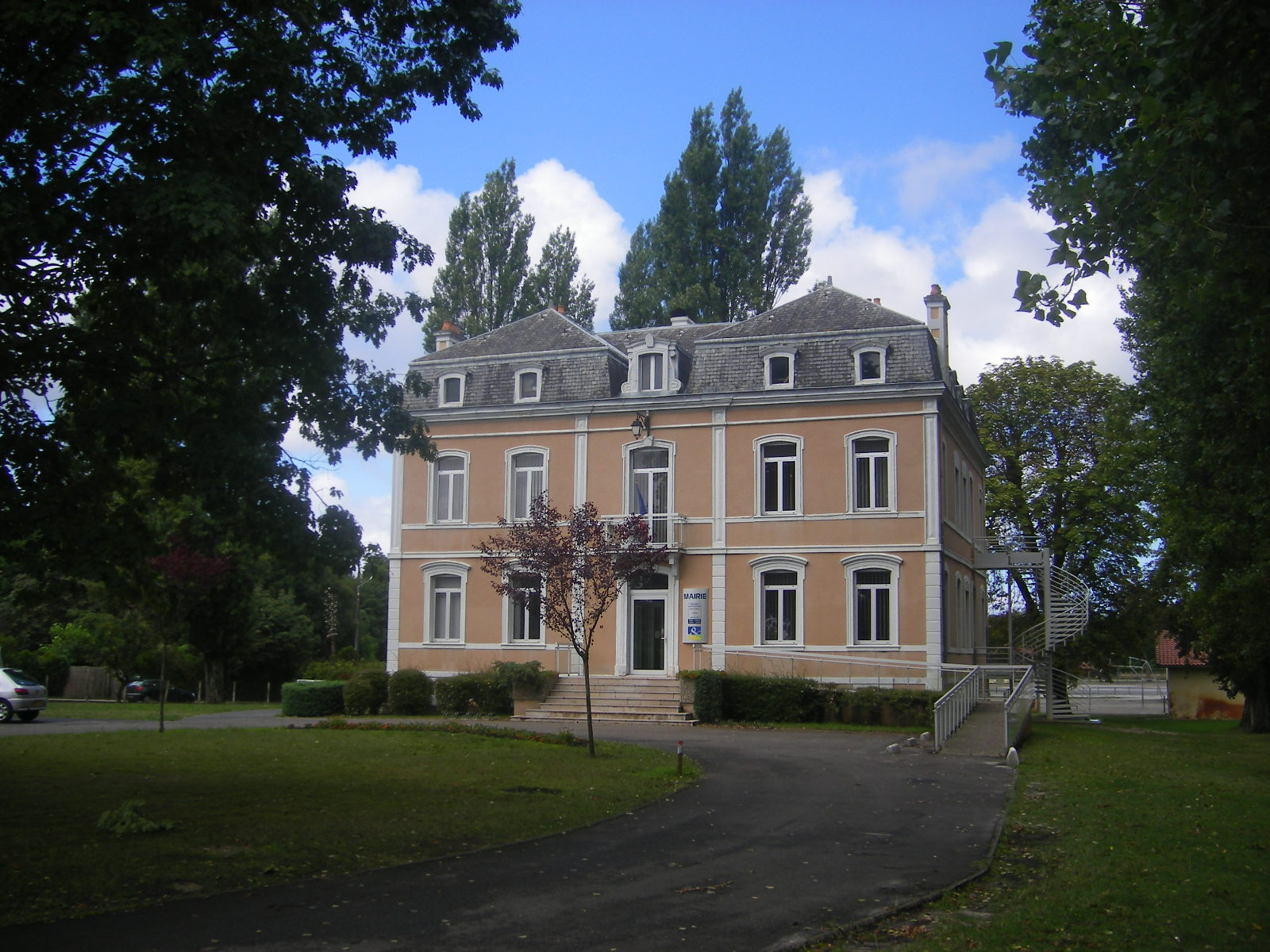
Rathaus von Lit-et-Mixe

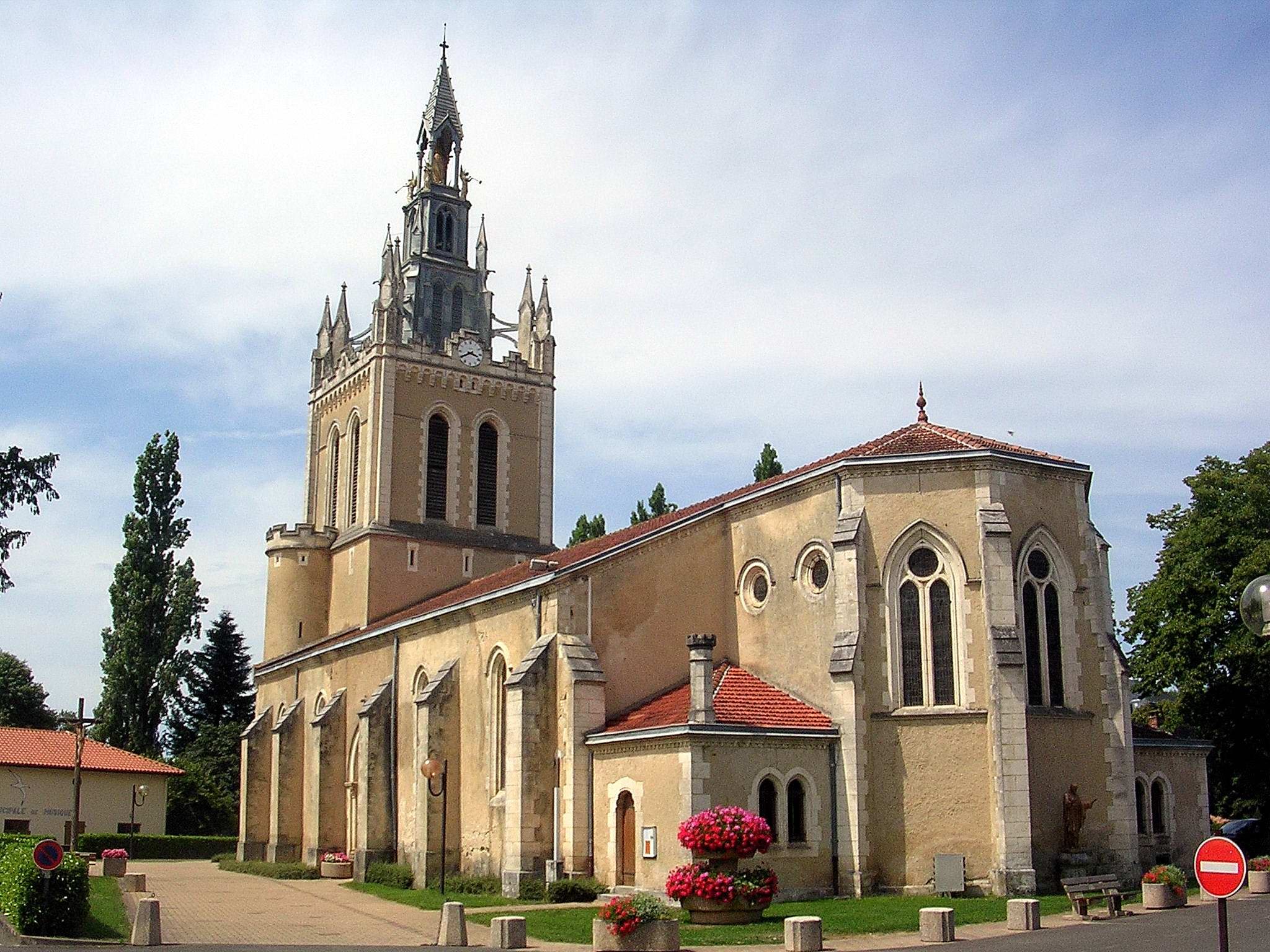
Notre-Dame de Lit

Diese traditionelleren Nutzungen werden inzwischen vom Sommertourismus übertroffen, obwohl das Baden auch an diesem Küstenabschnitt wegen des Brandungsrückstroms (frz.: baïne, courant) gefährlich und tageweise verboten ist. Aufgrund der Strömungsverhältnisse zieht der Strand am Cap de l’Homy seit der Jahrtausendwende zunehmend Surfer an; dort ist inzwischen auch eine Surfschule eröffnet worden. Lit-et-Mixe verfügt über mehrere Hotels, Appartementanlagen und Campingplätze unterschiedlicher Kategorien; die Übernachtungskapazität liegt bei rund 7600 Gästen. Im Hauptort sind zahlreiche Restaurants, Läden und Boutiquen angesiedelt, von denen ein Teil nicht vor Juni und nicht nach Ende August geöffnet hat.
Die Gemeinde hat in den vergangenen drei Jahrzehnten der Verlockung widerstanden, direkt an der Atlantikküste mit ihrem 11 km langen Sandstrand mehr als einen kommunal betriebenen Campingplatz, eine Handvoll eingeschossiger Ferienhäuser und eine kleine Ladenzeile zu genehmigen. Sie wirbt nicht nur um Badeurlauber, sondern auch mit ihrem großen Angebot an naturnahen Wanderwegen, Pisten für Mountainbikes und zahlreichen, verkehrsarmen Nebenstraßen, die für Radtouristen gut geeignet sind. Ein straßenunabhängiges Radwegenetz ist im Aufbau begriffen; eine Route führt von Lit-et-Mixe über Uza nach Lévignacq (Piste du Vignacq, 7,7 km); seit 2015 existiert ein exklusiver Radweg von Lit an das Cap de l'Homy (Piste Cyclable bourg de Lit/Cap de l'Homy, 8,1 km). Zur Reduzierung des motorisierten Individualverkehrs wurde Anfang des 21. Jahrhunderts in Strandnähe ein konsequentes Parkplatzmanagement eingerichtet; während der Hochsaison verkehrt eine kostenlose Buslinie zwischen Lit und dem Cap.

## Kirche Notre-Dame
Die im Ortskern gelegene, wehrhafte Steinkirche mit ziegelgedecktem Schiff wurde im 15. Jahrhundert errichtet. Aus dieser Zeit sind im Kircheninneren auch die mit Schnitzereien verzierten Holzflügeltüren und die steinerne Pietà nahe dem Turmeingang erhalten. Notre-Dame de Lit zählt heutzutage zu den unter Schutz stehenden Monuments historiques Frankreichs.
Deckengewölbe, Chor und die bunten Glasfenster wurden zwischen 1896 und 1899 restauriert; einen Teil der dafür erforderlichen Kosten trugen die Mitglieder der Pfarrgemeinde selbst. 1906 erfolgte nach Plänen des Architekten Jean Jules Mondet die von der Neogotik beeinflusste Aufstockung des ursprünglich flachen Glockenturms mit einer deutlich schlankeren, sich verjüngenden Spitze, an deren Ecken vier Engelsskulpturen errichtet wurden. Schließlich wurde das Mauerwerk am nördlichen Seitenschiff teilweise neu gestaltet.

## Sport und Veranstaltungen
Lit-et-Mixe verfügt über eine kleine Stierkampfarena, ein modernes Rugbystadion und einen Platz für den baskischen Nationalsport Pelota, der hier Pétanque genannt wird. Die lokale Rugbymannschaft des SA Litois gewann zwischen 1977 und 2014 fünf Meistertitel der Region Côte-Basque Landes und wurde 2006 Meister in der dritthöchsten regionalen Spielklasse. Nach dem Zusammenschluss des SAL mit dem Rugbyverein aus dem benachbarten Saint-Julien-en-Born zum Landes Océan Rugby Club sicherte sich dieser 2017 sogar den gesamtfranzösischen Titel auf dem siebten Amateurniveau.
Am Himmelfahrtswochenende treffen sich in Lit-et-Mixe jährlich Tausende von Freunden des 2CV mit bis zu 2000 Fahrzeugen („Enten“).